# Samuel Juringius
Samuel Juringius, född 20 februari 1728 i Kvillinge församling, Östergötlands län, död 31 mars 1807 i Kvillinge församling, Östergötlands län, var en svensk präst.

## Biografi
Samuel Juringius föddes 1728 i Kvillinge församling. Han var son till kyrkoherden Petrus Juringius och Anna Älf. Juringius studerade i Linköping och blev 23 mars 1746 student vid Uppsala universitet. Han avlade filosofie kandidatexamen 1753 och magisterexamen 16 juni 1755. Juringius prästvigdes 16 december 1753 till pastorsadjunkt i Kvillinge församling. Den 10 december 1760 blev han komminister i församlingen, tillträde direkt och avlade 14 oktober 1767 pastoralexamen. Juringius blev 23 september 1778 kyrkoherde i Tåby församling, tillträde 1779 och blev 27 juni 1789 prost. Han blev 7 december 1789 kyrkoherde i Kvillinge församling, tillträde 1790. Han avled klockan 7 31 mars 1807 i Kvillinge församling och begravdes 16 april samma år av kyrkoherden Johan Schenmark i Konungsunds församling.
Juringius var prdikant vid prästmötet 24 september 1767. Ett porträtt av honom och hans fru finns i Kvillinge kyrka.

### Familj
Juringius gifte sig 20 februari 1765 med Ingrid Catharina Moselius (1742–1814). Hon var dotter till kyrkoherden Magnus Moselius i Östra Eneby församling. De fick tillsammans barnen Petris Juringius (1766–1767), Anna Charlotta Juringius som var gift med kyrkoherden Johan Schenmark i Konungsunds församling, komministern Magnus Juringius i Borg och Löts församling, kyrkoherden Samuel Juringius i Konungsunds församling, Petrus Juringius (1772–1773), Carl Juringius (1773–1779), Anders Juringius (1775–1775), Catharina Margareta Juringius som var gift med kyrkoherden Jon Wåhlander i Tåby församling, Sara Christina Juringius som var gift med kyrkoherden i Anders Johan Fogelstrand i Kvillinge församling och Johan Juringius (1783–1784).